# Bleed It Out
«Bleed It Out» –en español: «Desangralo»– es el segundo sencillo de Minutes to Midnight, álbum de la banda de rock alternativo Linkin Park. En este álbum ocupa la canción n.º 4. Esta canción ocupa el puesto nº44 de la lista de las mejores 100 canciones de 2007 de la revista Rolling Stone y el puesto nº83 de la lista de los 100 éxitos de 2007 de MTV Asia.

## Canción
Esta canción hace pareja con "Hands Held High" (del mismo CD) siendo estas las únicas canciones en este álbum de la banda en el que aparece un estilo rap más marcado, acercándose más al rap rock, elementeo que la diferencia del resto de las canciones de Minutes To Midnight. "Bleed It Out", junto a "Given Up" y "Hands Held High" son las únicas tres canciones del álbum que contienen groserías en sus letras. El nombre de "Bleed It Out" durante la grabación de Minutes to Midnight fue "Accident". En el making del álbum se mostraba un papel con la letra de la canción y se supone que fue escrita y reescrita más de cien veces, y al principio de la canción escuchas "Yeah, here we go for the hundredth time". "Bleed It Out" es la canción más corta del álbum, sin contar la introducción instrumental, "Wake". Durante el tour Projekt Revolution, Linkin Park extiende la canción hasta tres veces, con un solo de batería de Rob Bourdon y también Chester Bennington interacciona con el público, haciéndole repetir el coro.
Algunas interpretaciones notables de la banda de esta canción fueron en un show en el Webster Hall en Nueva York el 11 de mayo de 2007, en Tokio el 7 de julio de 2007 durante el megarecital "Live Earth" y en los MTV Video Music Awards 2007 en el que se agregó una introducción hip-hop por Timbaland.
Brad Delson, guitarrista de la banda, dijo que esta es su canción favorita.
En su concierto en Austria Mike Shinoda le agregó el coro de Burning in the Skies dejando a sus fanes encantados con esa inclusión.

## Video musical
El videoclip para la canción fue dirigido por Joe Hahn y tuvo su premier el 31 de julio de 2007 en MTV Alemania, el 6 de agosto de 2007 en MTV2 de los Estados Unidos y en TRL. El video debutó en el puesto 27 del "MuchMusic Countdown" el 3 de agosto. El video muestra a la banda durante una interpretación en un bar, mientras hay una pelea de la gente en reversa. La interpretación de la banda fue hecha delante de un croma de color verde. El video comienza con el final de la pelea, y en el final del videoclip se revela que la causa de esta pelea fue porque una persona vomita sobre el zapato de otro. En los MuchMusic Video Awards de 2008, el video de "Bleed It Out" ganó el premio "Mejor Video Internacional de un grupo".

## Lista de canciones

### Sencillo digital
1. «Bleed It Out» - 2:44
2. «What I've Done» (Distorted Remix) - 3:47
3. «Given Up» (Third Encore Session) - 3:08

### CD 1
1. «Bleed It Out» - 2:46
2. «Given Up» (Third Encore Session) - 3:08

### CD 2 (Maxi/Australia sencillo)
1. «Bleed It Out» - 2:46
2. «What I've Done» (Distorted Remix) - 3:50
3. «Given Up» (Third Encore Session) - 3:08

## Músicos
- Chester Bennington: voz
- Rob Bourdon: batería, pandereta, coros
- Brad Delson: guitarra líder, coros
- Joe Hahn: disk jockey, sampling, coros.
- Mike Shinoda: rapping, guitarra rítmica, piano
- Dave Farrell: bajo, coros

## Posición en las listas musicales
| Lista                            | Posición máxima |
| -------------------------------- | --------------- |
| Billboard Hot 100                | 52              |
| Billboard Hot Digital Songs      | 29              |
| Billboard Pop 100                | 54              |
| Billboard Modern Rock Tracks     | 2               |
| Billboard Mainstream Rock Tracks | 3               |
| Australia Singles Chart          | 24              |
| Canadian Hot 100                 | 22              |
| Alemania Singles Chart           | 40              |
| Nueva Zelanda Singles Chart      | 7               |
| Suecia Singles Chart             | 14              |
| UK Singles Chart                 | 29              |